# 超高萤叶甲
超高萤叶甲（学名：Galeruca altissima），叶甲科（金花虫科）萤叶甲属的一种，模式标本为雌虫，采集自中国西藏日土县，海拔5300米，是叶甲科迄今为止所见分布最高的种类。
本种2023年被收录入中国《有重要生态、科学、社会价值的陆生野生动物名录》。